# Хранча
Хранча (серб. Хранча / Hranča) — село в общине Братунац Республики Сербской Боснии и Герцеговины. Население составляет 371 человек по переписи 2013 года.

## История
В мае 1992 года, во время Боснийской войны, село было сожжено, а 12 бошняков были убиты представителями вооружённых сил боснийских сербов, ведомыми Найданом Младеновичем и Саво Живковичем. В июле того же года 20 сербов (в том числе 7 гражданских) были казнены боснийцами.
18 июня 2012 в селе прошли протесты против ареста сербских полевых командиров Найдана Младеновича и Савы Живановича, обвиняемых боснийским судом в военных преступлениях во время Боснийской войны.